# Perkin Warbeck

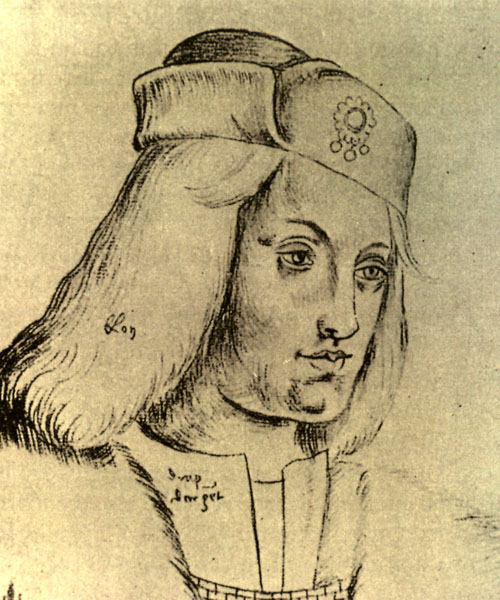
Perkin Warbeck

Perkin Warbeck (ur. ok. 1474, zm. 23 listopada 1499) – pretendent do tronu Anglii w czasie rządów Henryka VII, podający się za księcia Ryszarda, syna Edwarda IV, w rzeczywistości Flamandczyk z Tournai.
Po raz pierwszy pojawił się w Irlandii w 1491 roku, próbując pozyskać zwolenników wśród miejscowych możnych, jednak nie uzyskawszy wsparcia został zmuszony do opuszczenia wyspy. Został wówczas przyjęty przez króla Francji Karola VIII i oficjalnie rozpoznany jako Ryszard przez siostrę Edwarda IV, Małgorzatę.
W roku 1495 ponownie wylądował na Wyspach, w Kent, razem z oddziałem żołnierzy. Ponownie został pokonany, zbiegł na Irlandię, a następnie udał się do Szkocji, gdzie wsparcia udzielił mu Jakub IV. We wrześniu 1496 roku Szkoci najechali Anglię, ale wobec porażki Jakub szybko zawarł pokój, starając się jednocześnie pozbyć Warbecka.
7 września 1497 roku wybuchło II powstanie kornijskie, którego przyczyną było lądowanie Warbecka w Kornwalii i odezwa do chłopów obiecująca im obniżenie podatków. Na wieść o zbliżaniu się oddziałów królewskich Warbeck wpadł w panikę i opuścił swoją armię. Wkrótce został pojmany.
Został osadzony w Tower of London, skąd zbiegł w 1499 roku, po czym został pojmany ponownie i powieszony 23 listopada 1499 roku.